# Alfred Tarski
Alfred Tarski (Varsavia, 14 gennaio 1902 – Berkeley, 26 ottobre 1983) è stato un matematico, logico e filosofo polacco trasferitosi negli Stati Uniti, dove finì per ottenere la cittadinanza.
Per i suoi risultati viene collocato fra i maggiori logici della storia, insieme ad Aristotele, Gottlob Frege e Kurt Gödel. In particolare è considerato il risolutore del paradosso del mentitore.

## Biografia
Nasce nella famiglia ebrea Teitelbaum e riceve un'eccellente educazione presso la Szkoła Mazowiecka; qui comincia a mostrare le sue capacità matematiche e apprende anche le lingue russa, tedesca, francese, greca antica e latina. 
Intanto nel 1915 gli eserciti tedesco e austro-ungarico avevano cacciato l'esercito zarista dalla cosiddetta Polonia del Congresso occupata dai russi dal 1772. Questo consente la riapertura dell'Università di Varsavia che diventa rapidamente un importante centro di matematica, in particolare per merito di Jan Łukasiewicz, Stefan Mazurkiewicz, Stanisław Leśniewski e Wacław Sierpiński. Alfred Teitelbaum, uscito dalla scuola secondaria, dopo un breve servizio militare nell'esercito polacco, nel 1918 si iscrive all'Università di Varsavia con l'intenzione di studiare biologia. Gli accade tuttavia di seguire un corso di logica tenuto da Leśniewski e questi lo convince a dedicarsi alla matematica; in questi anni quindi ha modo di frequentare matematici come Leśniewski, Łukasiewicz, Mazurkiewicz e Sierpiński; inoltre studia filosofia con Tadeusz Kotarbiński. Nel 1923, nel clima di acceso nazionalismo che si era creato in Polonia, si converte al cattolicesimo e cambia il suo cognome, con il quale aveva firmato le prime pubblicazioni del 1921. Nello stesso anno presenta la sua dissertazione di dottorato concernente la teoria degli insiemi, preparata sotto la supervisione di Leśniewski. Inoltre pubblica con Stefan Banach un testo contenente quello che ora viene chiamato paradosso di Banach-Tarski. 
Negli anni dal 1922 al 1925 Tarski insegna presso l'Istituto Pedagogico di Varsavia, per poi essere nominato Docente di matematica e di logica all'Università di Varsavia e successivamente diventare assistente di Jan Łukasiewicz. Non essendo riuscito a ottenere un posto universitario a tempo pieno, egli contemporaneamente insegna anche matematica nei licei. Nel giugno 1929 sposa Maria Witkowska.
Nel 1930 si reca a Vienna dove prende contatto con i membri del Circolo di Vienna; in questa città sarà ancora per qualche mese nel 1935. In questo periodo pubblica quello che molti ritengono il suo lavoro più importante, Pojęcie prawdy w językach nauk dedukcyjnych (Concetto di verità nel linguaggio delle scienze deduttive, Prace Towarzystwa Naukowego Warszawskiego, Wydzial III Nauk Matematyczno-Fizycznych 34, Varsavia). 
Come molti dei professori dell'Università di Varsavia, egli fa parte della cosiddetta Scuola di Leopoli-Varsavia. Dopo aver cercato invano di ottenere un posto di professore all'Università di Leopoli, Tarski nel 1939, in seguito ad un invito sostenuto da Willard Van Orman Quine, insegna all'Università Harvard e decide di vivere negli Stati Uniti. I suoi parenti più prossimi lo raggiungono, anche grazie all'aiuto di vari suoi amici europei; vari altri suoi parenti trovano invece la morte sotto l'occupazione nazista. Dopo aver insegnato in varie università, nel 1942 Tarski ottiene un posto permanente all'Università della California (Berkeley). Nel 1945 ottiene la cittadinanza statunitense. Ha comunque modo di viaggiare ancora: nel 1950 tiene corsi presso lo University College di Londra e nel 1955 insegna presso l'Institut Henri Poincaré di Parigi.